# Cookie Jar Entertainment
Cookie Jar Entertainment (dal 1976 al 2004 Cinar) è stato uno studio di animazione canadese, fondato nel 1976 e sito in Toronto, in Ontario (Canada).
L'azienda ha collezionato una nutrita serie di premi per molte delle sue serie televisive, fra cui: Zoboomafoo, Johnny Test, Caillou, Spider Riders, Il mondo di Quest e Horseland.
Nel 2012 è stato rilevato da DHX Media, cessando così le proprie attività.

## Serie televisive
- Will and Dewitt
- Spider Riders
- Johnny Test
- Il fantastico mondo di Richard Scarry
- Evviva Sandrino!
- Horseland
- Il mondo di Quest
- Caillou
- Arthur
- Zoboomafoo
- Milly - Vampiro per gioco
- The Little Lulu Show
- Patates et Dragons
- Doodlebops
- Animal Crackers
- Emily e Alexander - Che tipi questi topi